# Łęgi w lasach nad Liswartą
Łęgi w lasach nad Liswartą este o arie protejată (sit de importanță comunitară — SCI) din Polonia întinsă pe o suprafață de 234,68 ha, integral pe uscat.

## Localizare
Centrul sitului Łęgi w lasach nad Liswartą este situat la coordonatele 50°47′01″N 18°47′19″E / 50.7835°N 18.7887°E.

## Înființare
Situl Łęgi w lasach nad Liswartą a fost declarat sit de importanță comunitară în octombrie 2009 pentru a proteja un număr necunoscut de specii din flora spontană și fauna sălbatică aflate în arealul zonei.

## Biodiversitate
Situată în ecoregiunea continentală, aria protejată conține 1 habitat natural: Păduri aluvionare cu Alnus glutinosa și Fraxinus excelsior (Alno-Padion, Alnion incanae, Salicion albae).
La baza desemnării sitului se află un număr nedeclarat de specii protejate.